# Список серий RahXephon
RahXephon (яп. ラーゼフォン ра:дзэфон), зачастую известный в России как РаЗефон или, в англоязычном прочтении названия, РаКСефон, — аниме-сериал, выпущенный в 2002-ом году студией BONES и ставший фактически первой её самостоятельной работой. В 2003-ем году был выпущен полнометражный фильм «Rahxephon: Pluralitas Concentio», пересказывающий сюжет сериала и немного его дополняющий. В 2003 году была выпущена видеоигра «РаЗефон» для Sony Playstation 2. В качестве бонуса на диске с игрой находилась специальная OVA-серия аниме — «Her and Herself (彼女と彼女自身と) / Thatness and Thereness».
Всего в сериале 27 серий. 26 из них — основные, а одна специальная, носящая номер 9,5.
В поддержку музыкальной темы «РаЗефона», серии были названы «movement»'ами (самостоятельная часть музыкального произведения) и каждый DVD-диск — «оркестровкой».
| | |                  |            |
| 01 | Владыка/ Вторжение в Токио «Сюто Синко/ Овэрлорд» (第1楽章 首都侵攻-Over Lord-)                                                                         | Ютака Идзубути   | 21.01.2002 |
| Обычный день. Аято идёт в школу, но в это время на Токио совершают нападение силы ТЕРРЫ. Об уроках теперь речи быть не может, теперь главное выжить и не дать пострадать однокласснице Рэйке. Первая встреча с Сито Харукой, первая встреча со странными людьми с синей кровью. Название серии отсылается к операции «Оверлорд» | |                  |            |
| 02 | Пробуждение/ Богоподобный пробуждается «Синдзин мэдзамэру "Awakening"» (第2楽章 神人(しんじん)目覚める-Awakening-)                                      | Фумихико Такаяма | 28.01.2002 |
| Загадочная женщина Харука предлагает Аято покинуть Токио Юпитер, чтобы показать ему «настоящий мир», но песнь Рэйки мешает их планам, направляя прямо к РаЗефону. Аято узнаёт, что у его матери - синяя кровь. Аято, Харука и РаЗефон покидают Токио. | |                  |            |
| 03 | Добро пожаловать в наш город/ Улицы для двоих «Футари но мати "Welcome To Our Town"» (第3楽章 二人の町-Welcome To Our Town-)                            | Юкари Кирю       | 04.02.2002 |
| Харука и Аято в заброшенном городе рядом с границей Токио Юпитер. Нужно как-то выбираться в обжитые места, но, как назло, ни один передатчик не работает, электричества тоже нет. Голос матери по телефону: «… они постараются заставить тебя забыть…». | |                  |            |
| 04 | Наручные часы года/ Мои часы «Дзибун но токэй "Watch The Year Hand"» (第4楽章 自分の時計-Watch The Year Hand-)                                          | Ёдзи Энокидо     | 18.02.2002 |
| Авианосец «Лиля Литвак». РаЗефон - объект, интересующий правительство Земли, а Аято - пленник Терры, но разве их можно разлучить теперь? Земному Альянсу приходится смириться - РаЗефон будет изучать Терра. Аято нужно понять, кто он теперь? Человек? Враг человечества? Пилот? Подопытный кролик, «человеческий образец»? Как общаться с людьми, которые окружают его? | |                  |            |
| 05 | На Земле как в раю/ Нирай Канай «Нирай канай "On Earth As It Is In Heaven"» (第5楽章 ニライカナイ-On Earth As It Is In Heaven-)                         | Ёдзи Энокидо     | 25.02.2002 |
| Новым домом Аято становится остров Нирай Канай, новыми соседями - Харука и Мэгуми. Аято не хочет воевать, используя РаЗефон, но, не имея возможности заниматься чем-то иным в этом «настоящем» мире, вынужден согласиться помогать в исследованиях РаЗефона ТЕРРОЙ. Название содержит отсылки на Нирай-канай (Рюкюанские верования) и «Отче Наш». | |                  |            |
| 06 | Потерянные мелодии, забытые мной/ Уничтоженный город «Сёмэцу тоси "Lost Songs Forgotten Me"» (第6楽章 消滅都市-Lost Songs Forgotten Me-)                | Итиро Окоути     | 04.03.2002 |
| Воспоминания Ким Хотару о детстве, омрачённом гибелью родителей, показывают события времён начала войны с Му - уничтожение городов, смерть миллионов. А теперь долемы снова нападают. Аято должен либо остаться безучастным и допустить гибель людей, либо вступить в бой. | |                  |            |
| 07 | Призрак тучи/ Скопление дней «Ацумару хи "Phantom In The Cloud"» (第7楽章 集まる日-Phantom In The Cloud-)                                               | Итиро Окоути     | 11.03.2002 |
| Земной альянс пристально следит за работой Терры - на Нирай Канай появляется координатор Исики и журналист Футагами. Элви Хадьят в новой должности командующей ВВС Терра с новой командой починённых и Аято, пилотирующий РаЗефон, принимают первый совместный бой с долемом. Как чувствует себя офицер, которого в бою прикрывает школьник? | |                  |            |
| 08 | Мечтающий камень/ Морозная святая ночь «Когору сэйя "The Dreaming Stone"» (第8楽章 凍る聖夜-The Dreaming Stone-)                                        | Ёдзи Энокидо     | 18.03.2002 |
| Рождество. Время подарков и вечеринок. Даже снег пошёл - небывалая редкость в этих местах, где под Новый Год обычно можно нежиться на пляже. Но у проблем не бывает выходных и праздников. Аято придётся совершить чудо, чтобы на рождественской вечеринке у Ицуки могли появиться все, кто туда собирался. | |                  |            |
| 09 | Убежище/ Гробница времени «Токи но хокора "Sanctuary"» (第9楽章 時の祠-Sanctuary-)                                                                      | Сё Айкава        | 25.03.2002 |
| Появление Рэйки прерывает размеренный отдых на берегу. Отправившись по её следам, Аято и Куон входят в пещеру, около которой, по легенде, однажды нашли маленьких детей, потерявшихся много лет назад. Куон встречается с Рэйкой, чтобы узнать от неё о собственной судьбе Исполнителя. А Аято чуть было не попадает снова в Токио Юпитер. Лишь старая песня, напеваемая разыскивающей его Харукой, возвращает Аято назад. | |                  |            |
| 9.5 | РаЗефон Special - Воспоминания (特別編集版 翼の記憶-Memory-)                                                                                            |                  | 9.04.2002  |
| Серия посвящена воспоминаниям героев. | |                  |            |
| 10 | Война в воспоминаниях/ Соната раздумья «Цуйоку но соната "War In The Rememberance"» (第10楽章 追憶のソナタ-War In The Rememberance-)                    | Юкари Кирю       | 16.04.2002 |
| Командующий Канаги встречается со своим прошлым, которое не было безоблачным. Дочь, погибшая в войне с Му, в смерти которой Канаги винит себя. Жена, не оставшаяся с ним. А в настоящем есть только немного старых друзей, Куон, которая может сыграть мелодию дочери на её могиле, и безумная надежда на то, что ещё можно всё изменить. | |                  |            |
| 11 | Кошмар/ Пустой круговорот зла «Кёдзя кайро "Nightmare"» (第11楽章 虚邪回路-Nightmare-)                                                                  | Тиаки Конака     | 23.04.2002 |
| В очередном бою долему удаётся захватить РаЗефон с Аято и поместить его…Куда? Это похоже на Токио, но ещё больше похоже на кошмарный сон о Токио. Здесь всё привычно, но всё ненастоящее. Здесь могут сбыться сокровенные желания, здесь можно узнать что-то, но ещё здесь невыразимо страшно. Нашёл бы Аято выход без помощи Рэйки? Неизвестно. | |                  |            |
| 12 | Резонанс/ Черное яйцо «Курой тамаго "Resonance"» (第12楽章 黒い卵-Resonance-)                                                                           | Тиаки Конака     | 30.04.2002 |
| Куон спит уже много дней. Похоже, дремлющий в ней Исполнитель готов проснуться. Из Барбем Фандэйшенз прибывают специалисты под управлением Хэлены - давней знакомой Исики и Ицуки. Что-то очень странное происходит с Куон, неведомо как оказавшейся в РаЗефоне во время боя с долемом. Футагами продолжает копать. Он показывает Аято фотоснимок главнокомандующего силами Му в Токио. Это - мать Аято. | |                  |            |
| 13 | Спящая красавица/ Первый человеческий образец «Нингэн ёхон дай`итиго "Sleeping Beauty"» (第13楽章 人間標本第１号-Sleeping Beauty-)                      | Итиро Окоути     | 07.05.2002 |
| Собственное расследование Харуки даёт странный результат: Кисараги Куон появилась неизвестно откуда. Все документы о её прошлом подделаны. В действительности она — «первый человеческий образец», первый чистокровный Му, оказавшийся в руках Барбем Фандейшенз. | |                  |            |
| OVA | дзэфон Интермедия Её и она сама/Тот и Там (ラーゼフォン間奏曲「彼女と彼女自身と」/Her and Herself)                                                      | Томоки Кёда      | 07.08.2003 |
| Куон Кисараги разговаривает сама с собой. К концу серии Куон вспоминает кое-что важное о своем прошлом и принимает решение на будущее. | |                  |            |
| 14 | Раз за разом/ Мальчик в зеркале «Кагами но нака но сёнэн "Time After Time"» (第14楽章 鏡の中の少年-Time After Time-)                                    | Хироси Оноги     | 21.05.2002 |
| ВВС Терра получают новую боевую машину - Вермиллион. Теперь Элви Хадьят может потягаться с долемом один на один. Аято узнаёт, что мутировал. От него скрывали правду, но в разговоре с Элви Хадьят заместитель командующего проговорился, а Аято оказался случайным свидетелем. Теперь ему придётся снова решать, человек ли он, как ему жить дальше и можно ли верить людям, которые так долго его обманывали. | |                  |            |
| 15 | Конец детства/ Дети ночи «Кодомотати но ёру "Child Hood's End"» (第15楽章 子供たちの夜-Child Hood's End-)                                               | Мицуо Исо        | 28.05.2002 |
| Воспоминания Исики. Оказывается, у этого холодного, больше похожего на робота человека тоже было детство, проведённое в особняке Барбем Фандейшенз с Хэленой и Ицуки. Он был любопытен, умел сочувствовать другим и задавать странные вопросы. Странное детское приключение сильно изменило его. Название отсылается к роману Артура Кларка «Конец детства» | |                  |            |
| 16 | Лунная принцесса/ Остров остальных «Танин но сима "The Moon Princess"» (第16楽章 他人の島-The Moon Princess-)                                           | Хироси Оноги     | 04.06.2002 |
| Мэгуми становится офицером Терра. Аято поглощён своими переживаниями — он не чувствует в себе сил жить в этом мире и решает вернуться в Токио. Он хочет узнать правду. С ним в РаЗефоне отправляется и Куон. Название упоминает о японской легенде о принцессе Кагуе. | |                  |            |
| 17 | Ground Zero/ Возвращение в лабиринт «Мэйкю э но кикан "Ground Zero"» (第17楽章 迷宮への帰還-Ground Zero-)                                               | Тиаки Конака     | 11.06.2002 |
| Побег не остаётся незамеченным. Погоня, попытка остановить беглецов, помощь долема. Приказ вернуть РаЗефон любой ценой позволяет Элви Хадьят и Харуке на Вермиллионе проникнуть в Токио вслед за Аято и Куон. | |                  |            |
| 18 | Память о потерянном городе/ Узы синей крови «Аоки ти но кидзуна "The Memory Of A Lost City"» (第18楽章 蒼き血の絆-The Memory Of A Lost City-)           | Тиаки Конака     | 18.06.2002 |
| Аято в Токио. Он у себя дома. Правда, которую никто не собирается скрывать, не делает его жизнь легче. Оказывается, никто не лгал ему - всё так, как говорили там, во внешнем мире. РаЗефон пробуждается. Попытки остановить его ни к чему не приводят. Показав сыну правду, Камино Мая не удерживает его. Аято бежит обратно во внешний мир, вынужденный взять с собой Асахину Хироко. Несчастная девушка, узнавшая об изменении цвета своей крови, не хочет оставаться в Токио - ей страшно. Харуке так и не удаётся догнать Аято - они возвращаются по отдельности.                                                                                    | |                  |            |
| 19 | Билет в никуда/ Синий друг «Блуэ Фриэнд "Ticket to Nowhere"» (第19楽章 ブルーフレンド-Ticket to Nowhere-)                                               | Фумихико Такаяма | 25.06.2002 |
| Вытащив Асахину, Аято пытается как-то устроить её в жизни. Оставив РаЗефон в озере и заметя, насколько возможно, следы, они вдвоём поселяются в отеле и пытаются найти какой-то выход из положения. Странные отношения - оба знают, что Асахина - мулиан, но не говорят об этом друг другу и пытаются вести себя как ни в чём не бывало. Но от реальности не скрыться. Появляется долем, к Аято возвращается РаЗефон, и он идёт драться. Только вот долем этот - долем Асахины, убивая его, Аято, сам не желая того, убивает девушку. Она успевает лишь оставить ему записку с последними «Люблю» и «Прощай».                                             | |                  |            |
| 20 | Заинтересованные стороны/ Битва того, кто управляет «Аянасу хито но татакай "Interested Parties"» (第20楽章 綾なす人の戦い-Interested Parties-)         | Ёдзи Энокидо     | 02.07.2002 |
| Аято снова в Терра. Там много нового - после его побега Канаги и Элви Хадьят были отстранены и посажены под домашний арест. Новый командующий - Исики, его личный аналитик - Сито Харука. И ещё одна Харука - курсант, помощник Исики, почему-то ничем не отличающаяся от Мисимы Рэйки. В доме на Нирай Канай появляется Мамору. Бой с долемом приносит новое горе — гибнет Донни, один из пилотов группы Элви Хадьят. | |                  |            |
| 21 | Прощай, мой друг/ Знак Зефона «Зэфон но кокуйн "Good Bye My Friend"» (第21楽章 ゼフォンの刻印-Good Bye My Friend-)                                      | Хироси Оноги     | 30.07.2002 |
| Готовится грандиозная операция по деблокированию Токио Юпитер. Куон встречается с Барбемом. А Мамору показывает своё истинное лицо. | |                  |            |
| 22 | Падение/ Миссия по уничтожению Юпитера «Мокусэй сёмэцу сакусэн "Down Fall"» (第22楽章 木星消滅作戦-Down Fall-)                                          | Хироси Оноги     | 06.08.2002 |
| Сито Харука уволена. Мэгуми узнаёт, что Аято и Харука были знакомы ещё очень давно. Операция начинается - барьер с Токио снят, но результат оказывается неожиданным. Летающие крепости Му появляются над всеми крупными городами Земли. Земной Альянс получает ультиматум - либо РаЗефон будет отдан Му, либо города будут уничтожены. Одновременно с исполнителями - Аято и Куон, - встречается Ишитори - душа РаЗефона. Именно она, в образе Мисимы Рэйки помогала Аято, именно она говорила с Куон. Теперь у каждого из них свой РаЗефон и своя Ишитори. Исполнителей зовут в новый мир, который они создадут.                                         | |                  |            |
| 23 | Где мелодичная птица пела/ К более великой вечности «Коко ёри това ни "Where The Sweet Bird Song"» (第23楽章 ここより永遠に-Where The Sweet Bird Song-) | Итиро Окоути     | 13.08.2002 |
| Командующий Канаги возвращается на пост после снятия Исики. Но лишь для того, чтобы объявить эвакуацию Нирай Канай, а самому остаться на острове и принять последний, безнадёжный бой со своим бывшим начальником и нынешним смертельным врагом. Канаги побеждает - Нирай Канай накрывает барьер, аналогичный Токио Юпитер. Аято, чтобы защитить Харуку, соглашается пойти с Иситори. Название серии совпадает с названием романа Джеймса Джонса, повествующего о жизни военной базы за несколько дней до атаки Перл-Харбора американского фильма 1953 года, снятого по нему, и мини-альбома группы «Iron Maiden».                                        | |                  |            |
| 24 | Двойная музыка/ Дверь к настройке «Тёрицу э но тобира "Twin Music"» (第24楽章 調律への扉-Twin Music-)                                                   | Тиаки Конака     | 20.08.2002 |
| Терра продолжает бой с Му. Вряд ли кто-то из них не понимает, что в этом бою у них нет шансов. Гибнут корабли, гибнет звено Элви на Вермиллионах, лишь она одна остаётся в живых. Аято возвращается к Харуке, но лишь для того, чтобы расставить точки над i и вновь уйти в бой. На этот раз, возможно - навсегда. Ведь перед стартом Хэлена рассказывает Аято, что тот станет с РаЗефоном единым целым и уже не будет человеком. | |                  |            |
| 25 | Неожиданное спасение/ Изменчивый звук Бога «Ками но футасика на ото "Deus Ex Machina"» (第25楽章 神の不確かな音-Deus Ex Machina-)                       | Тиаки Конака     | 27.08.2002 |
| Торигай Мамору пытается отомстить Аято за смерть Хироко. Элви Хадьят снова идёт в бой на своём старом истребителе. Предсказание Хэлены сбывается - Аято, соединившись с РаЗефоном, становится богом. Гибнет Элви, гибнет Соючи и оставшийся на корабле экипаж «Лидии Литвяк». Куон со своим РаЗефоном отправляется настраивать мир. РаЗефоны встречаются и приступают к настройке. Название ссылается на известное выражение «Deus ex machina» или «Бог из машины». | |                  |            |
| 26 | Достаточно времени для любви/ Издалека в вечность «Харука Куон но каната "Time Enough For Love"» (最終楽章 遙か久遠の彼方-Time Enough For Love-)        | Хироси Оноги     | 10.09.2002 |
| Харука, не смирившись с перерождением любимого, вновь отправляется за ним. Аято и Куон настраивают мир. Результат настройки - совсем другая судьба персонажей. В конце серии показаны взрослые Аято и Харука - муж и жена, - и их дочь - маленькая, недавно родившаяся Куон. После титров серии вставлена ещё одна сцена: знакомство Аято и Харуки в новом варианте мира, на острове Нирай Канай, куда Аято приехал с отцом на раскопки, а Харука - в гости к своему дяде Рикудо-сану. Название серии совпадает с романом «Достаточно времени для любви» Роберта Хайнлайна; издалека (яп. 遙か Харука) и Вечность (яп. 久遠 Куон), имена двух персонажей. | |                  |            |

## Фильм
Томоки Кёда, режиссировавший три серии из телесериала, стал режиссёром полнометражной версии «РаЗефона», названной «Pluralitas Concentio» (множественная гармония лат.). Ютака Идзубути значится в титрах как главный режиссёр этого фильма, но он не был сильно вовлечён в его производство.
В фильме есть несколько новых сцен, в основном расположенных в начале или в конце аниме. В начале это пролог, показывающий ранее происшедшие события — некая экспозиция действия. Более значимое изменение в сюжет было добавлено перед самым концом фильма — в последние 30 минут фильма и вершалось всё эпилогом, повествующим о происшествиях, имевших место спустя несколько недель после окончания событий телесериала.
Основу фильма составляют урезанные сцены из сериала, иногда в них заменены персонажи или показана иная мотивация и диалоги. Фильм акцентирует внимание на отношениях между семьями Камино и Мисима до инцидента в Токио Юпитере, и когда сюжет повторяет события сериала, он фокусируется в основном на их отношениях. Остальные же сюжетные линии либо отодвинуты на второй план, либо полностью отсутствуют.
Один из дистербьютеров фильма представлял его скорее как выход на бис — незапланированное выступление в конце сериала — чем замену аниме.

## OVA
Специальное Plusculus издание «RahXpehon video game» содержит бонус — OVA-серию, названную RahXephon Interlude: "Thatness and Thereness" (яп. ラーゼフォン間奏曲「彼女と彼女自身と」)/«Her and Herself». Эта серия показывает диалог Куон Кисараги c самой собой. К концу серии Куон вспоминает кое-что важное о своем прошлом и принимает решение на будущее.